# 前460年
| 千纪： | 前1千纪 |
| 世纪： | 前6世纪 \| 前5世纪 \| 前4世纪 |
| 年代： | 前490年代 \| 前480年代 \| 前470年代 \| 前460年代 \| 前450年代 \| 前440年代 \| 前430年代                                                                                             |
| 年份： | 前465年 \| 前464年 \| 前463年 \| 前462年 \| 前461年 \| 前460年 \| 前459年 \| 前458年 \| 前457年 \| 前456年 \| 前455年                                                               |
| 纪年： | 周貞定王九年 魯悼公八年 齊平公二十一年 晉出公十五年 趙襄子十六年 秦厉共公十七年 楚惠王二十九年 宋昭公九年 衛敬公五年 蔡声侯十二年 鄭哀公三年 燕孝公三十三年 越王鹿郢四年 杞出公元年 |

## 大事记
- 墨伽拉退出伯罗奔尼撒联盟，投靠雅典，第一次伯罗奔尼撒战争在提洛同盟（由雅典领导）和伯罗奔尼撒同盟（由斯巴达领导）之间爆发

## 出生
- 德谟克利特，古希腊自然科学家（前370年或前356年逝世）。
- 希波克拉底，古希腊伯里克利時代之醫師
- 克里提亚斯，古希腊政治家与作家

## 逝世
- 地米斯托克利（前525年—前460年），古希臘雅典傑出的政治家、軍事家。